# Calydorea bifida
Calydorea bifida är en irisväxtart som beskrevs av Pierfelice Ravenna. Calydorea bifida ingår i släktet Calydorea och familjen irisväxter. Inga underarter finns listade i Catalogue of Life.